# ZFYVE1
ZFYVE1‏ (Zinc finger FYVE-type containing 1) هوَ بروتين يُشَفر بواسطة جين ZFYVE1 في الإنسان.
يتوسط مجال FYVE تجنيد البروتينات المشاركة في نقل الأغشية وإشارات الخلايا إلى الأغشية التي تحتوي على فوسفاتيديلينوسيتول 3-فوسفات (PtdIns(3)P). يُشفّر هذا الجين بروتينًا يحتوي على مجالين FYVE مرتبطين بالزنك بالتزامن. يُظهر هذا البروتين توزيعًا سائدًا في جهاز غولجي، والشبكة الإندوبلازمية، والحويصلات. وُجدت متغيرات نسخية موصولة بشكل بديل لهذا الجين، وهي تُشفّر شكلين نظيرين بأحجام مختلفة.